# スレッジハンマー (曲)
「スレッジハンマー」 (Sledgehammer) とは、イギリスの歌手、ピーター・ガブリエルのシングル楽曲。カナダで同年7月21日付で1位に、26日付でアメリカのBillboard Hot 100で1位に、全英シングルチャートでも4位を獲得した。

## 概要
ポップスの要素を取り入れた1986年リリースのアルバム『So』からシングルカットされた。ピーターがかつて在籍していたバンド、ジェネシスの「インヴィジブル・タッチ」を1位から引き摺り下ろして、1986年7月26日付のBillboard Hot 100で全米第1位を獲得した。
現在に至るまで、Billboard Hot 100のナンバーワンソングで「Album Rock Tracks」（現在のMainstream Rock Chart）「Hot Dance/Disco」（現在のDance Club Songs Chart）、ロックとダンス、双方のチャートでもナンバーワンとなった唯一の楽曲である。
彼にとってこれが最初の全米No.1となると共に、本国イギリスにおけるキャリアでも「ゲームズ・ウィズアウト・フロンティアーズ」と並ぶ最大のヒットを収めた。
ちなみに、オリジナル・バージョンにて曲の冒頭および2番のサビ終了後に流れる尺八の音は、フジテレビ系列の『とんねるずのみなさんのおかげでした』の番組内コーナーである「食わず嫌い王決定戦」の「実食」の際にBGMとして流れている。

## プロモーション・ビデオ
クレイアニメで表現されており、作中にもスレッジハンマーを意味する「大槌」が頻繁に登場する。スティーヴン・R・ジョンソンが監督を務め、アードマン・アニメーションズ（ニック・パーク、ピーター・ロード、リチャード・ゴルゾウスキー）とブラザーズ・クエイ（スティーブン＆ティモシー・クエイ）がアニメーション担当として関わった。
1987年のMTVミュージック・ビデオ・アワードでは、ベスト・ビデオに選出された。